# Malcolmiella
Malcolmiella är ett släkte av lavar. Malcolmiella ingår i familjen Pilocarpaceae, ordningen Lecanorales, klassen Lecanoromycetes, divisionen sporsäcksvampar och riket svampar.
|              | Micarea                                     |
|              |                                             |
|              | Lopadium                                    |
|              |                                             |
|              | Fellhanera                                  |
|              |                                             |
|              | Fellhaneropsis                              |
|              |                                             |
|              | Septotrapelia                               |
|              |                                             |
|              | Badimiella                                  |
|              |                                             |
|              | Tapellaria                                  |
|              |                                             |
|              | Byssoloma                                   |
|              |                                             |
|              | Psilolechia                                 |
|              |                                             |
|              | Calopadia                                   |
|              |                                             |
| Malcolmiella | \| \| Malcolmiella subgranifera \| \| \| \| |
|              | \| \| Malcolmiella subgranifera \| \| \| \| |
|              | Kantvilasia                                 |
|              |                                             |
|              | Leimonis                                    |
|              |                                             |
|              | Malcolmiella subgranifera                   |
|              |                                             |

|  | Malcolmiella subgranifera |
|  |                           |